# A Day In The Summer 〜想い出は笑顔のまま〜
「A Day In The Summer 〜想い出は笑顔のまま〜」（ア・デイ・イン・ザ・サマー おもいではえがおのまま）は、日本のバンドTUBEの53枚目のシングルである。2011年7月6日発売。発売元はソニー・ミュージックアソシエイテッドレコーズ。

## 概要
- 前作から7ヶ月ぶりとなるシングル。
- 初回生産限定盤は三方背スリーブ仕様。また、TUBEのBass角野秀行が撮影した写真を使用した2011年6月始まり～のオリジナル卓上年間カレンダー付き。

## 収録曲
| 全作詞: 前田亘輝、全作曲: 春畑道哉。 |                                                               |           |            |              |      |
| #                                    | タイトル                                                      | 作詞      | 作曲・編曲 | 編曲         | 時間 |
| 1.                                   | 「A Day In The Summer ～想い出は笑顔のまま～」                | 前田亘輝  | 春畑道哉   | TUBE、佐藤晶 | 4:08 |
| 2.                                   | 「Hello, Yesterday」                                          | 前田亘輝  | 春畑道哉   | TUBE         | 1:59 |
| 3.                                   | 「A Day In The Summer ～想い出は笑顔のまま～（Instrumental)」 | 前田亘輝  | 春畑道哉   | TUBE、佐藤晶 | 4:08 |
| 4.                                   | 「Hello, Yesterday (Instrumental)」                           | 前田亘輝  | 春畑道哉   | TUBE         | 1:57 |
| 合計時間:                            | 合計時間:                                                     | 合計時間: | 12:12      |              |      |

## 収録アルバム
- RE-CREATION (#1)
- All Singles TUBEst -White- (#1)